# Carlos Alberto Montaner
Carlos Alberto Montaner Suris (Havana, 3 de abril de 1943 – Madrid, 29 de junho de 2023) foi um jornalista e escritor cubano. Montaner é o co-autor do livro Manual do Perfeito Idiota Latino-americano.